# ジヒドロピリミジナーゼ
ジヒドロピリミジナーゼ(Dihydropyrimidinase、EC 3.5.2.2)は、以下の化学反応を触媒する酵素である。
5,6-ジヒドロウラシル + 水{\displaystyle \rightleftharpoons }3-ウレイドプロパン酸
従って、この酵素の2つの基質は5,6-ジヒドロウラシルと水、1つの生成物は3-ウレイドプロパン酸である。
この酵素は加水分解酵素、特にペプチド結合以外のC-O結合、中でも環状アミドに作用するものに分類される。系統名は、5,6-ジヒドロピリミジン アミドヒドロラーゼである。その他よく用いられる名前に、hydantoinase、hydropyrimidine hydrase、hydantoin peptidase、pyrimidine hydrase、D-hydantoinase等がある。
この酵素は、ピリミジン代謝、β-アラニン代謝、パントテン酸生合成の3つの代謝経路に関与している。

## 構造
2007年末時点で、この酵素の10つの構造が解明されている。蛋白質構造データバンクのコードは、1GKP、1GKQ、1GKR、1NFG、1YNY、2FTW、2FTY、2FVK、2FVM及び2GSEである。